# Sonny Payne
Percival "Sonny" Payne (født 4. maj 1926 i New York, død 29. januar 1979 i Los Angeles, USA) var en amerikansk jazztrommeslager. 
Payne er nok bedst kendt for sit virke som trommeslager i Count Basies big band fra 1955-1965. Han spillede herefter on and off med Basie.
Han spillede efter Basie fast med Harry James' bigband frem til sin død i 1979.

## Eksterne kilder og henvisninger
- Om Sonny Payne på drummerworld.com